# Orde van het Zwaard van Staat van Perak
De "Duli Yang Maha Mulia Maulana Paduka Sri Tuanku dan Yang di-Pertuan Negara Perak Dar ur-Ridzwan" oftewel "Koning en Prins van Perak" Idris II al-Mutawakil Allahahi Shah Afifu'llah stichtte de "Meest Illustere Orde van het Zwaard van Staat van Perak", een ridderorde die in het Maleis "Darjah Kebesaran Negeri Perak Yang Amat Mulia Cura Si Manja Kini" genoemd wordt. De orde werd op 1 mei 1969 ingesteld. De "Cura Si Manja Kini" is een van de regalia van de sultan. De onderscheiding wordt voor verdienste voor Maleisië en verdienste voor Perak in het bijzonder verleend.
De orde heeft vier graden;
- Eerste Klasse of Grote Ridder, in het Maleis "Datuk Sri" genoemd.

De honderd dragers van de Eerste Klasse dragen een gouden keten met daaraan de negenpuntige gouden ster van de orde met op de ring de woorden "IDRIS SHAH". De keten kan ook aan een grootlint gedragen worden. Op de linkerborst dragen zij de ster van de orde met het motto "KEPADA ALLAH BERSERAH". Achter de naam mogen zij de letters SPCM plaatsen.
- Tweede Klasse of Ridder Commandeur, in het Maleis "Datuk Setia" genoemd.

De dragers van de Tweede Klasse dragen de ster aan een lint over de rechterschouder en de kleinere zilveren ster van de orde op de linkerborst. Achter de naam mogen zij de letters DPCM plaatsen.
- Derde Klasse of Companion, in het Maleis "Setia" genoemd.

De dragers van de Derde Klasse dragen een kleinere ster aan een lint om de hals. Achter de naam mogen zij de letters PCM plaatsen.
- Vierde Klasse of Lid, in het Maleis "Ahli" genoemd bestaat sinds 19 april 1989.

De dragers van de Vierde Klasse dragen de ster aan een lint op de linkerborst. Achter de naam mogen zij de letters ACM plaatsen.

## De versierselen van de orde
De ster of "bintang" van de orde, het islamitische land gebruikt geen kruisen, heeft negen gouden punten. Het medaillon is van geelgoud, heeft een groene ring en draagt het wapen van de stichter. Op de linkerborst wordt een negenpuntige gouden ster of een kleinere zilveren ster met het motto "KEPADA ALLAH BERSERAH" gedragen.
Als verhoging dient bij de keten een rijk bewerkt gouden juweel. Er zijn nog negentien kostbaar uitgevoerde gouden schakels. Men kan het kleinood ook aan een breed saffraangeel lint met smalle donkerblauwe bies over de rechterschouder dragen.
Als verhoging dient bij de keten een rijk bewerkt gouden juweel. Er zijn nog negentien kostbaar uitgevoerde afwisselend gouden en groen geëmailleerde schakels. Men kan het kleinood van de Eerste Klasse ook aan een breed donkergroen lint met een brede saffraangele middenstreep over de rechterschouder dragen.
Het lint is bij de lagere graden diep donkergroen met een brede saffraangele middenstreep en een witte bies. De grootcommandeurs dragen hun versiersel aan een groen-geel-groen lint.